# 블로오프 밸브

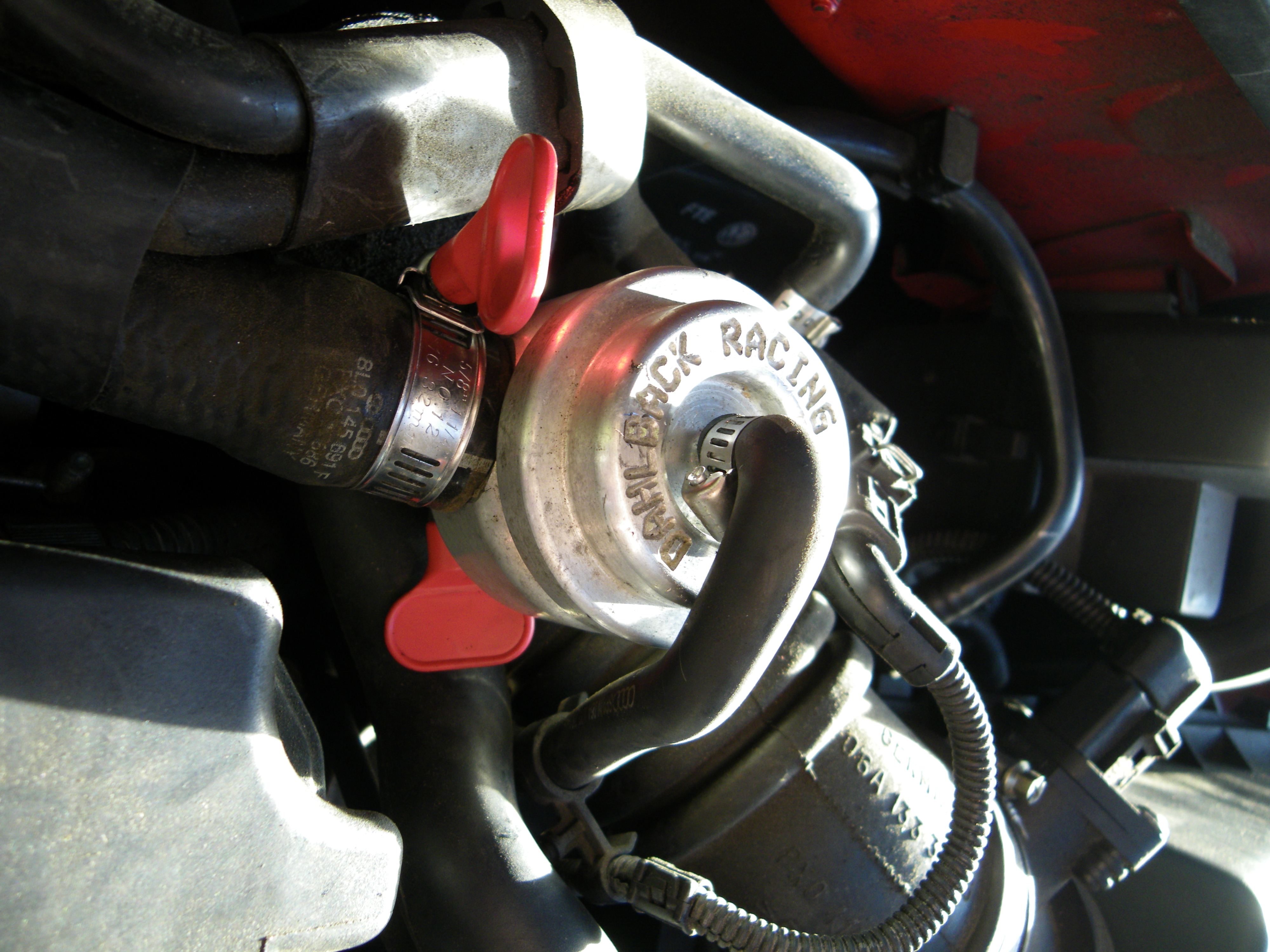
피스톤형 블로오프 밸브. 이 예에서는 흡기 매니폴드로 공기를 방출한다(왼쪽 측면 호스를 통해 상단의 작은 호스는 흡기 매니폴드의 블로우오프 밸브에 대한 기준 압력을 제공한다).

블로오프 밸브(blowoff valve), 덤프 밸브(dump valve) 또는 콤프레서 바이패스 밸브(compressor bypass valve)는 대부분의 가솔린 터보차저 엔진에 존재하는 압력 방출 시스템이다. 블로오프 밸브는 스로틀이 닫힐 때 흡기 시스템의 압력을 줄여 압축기 서지를 방지하는 데 사용된다.

## 동작 원리
스로틀 하류의 흡기 매니폴드에 연결된 진공 호스는 블로오프 밸브에 대한 기준 압력을 제공한다.
스로틀이 열리면 블로오프 밸브 피스톤 양쪽의 공기 압력이 동일하므로 스프링이 밸브를 닫은 상태로 유지한다. 스로틀이 닫히면 흡기 매니폴드의 압력이 스로틀 상류의 압력 아래로 떨어지며 이로 인해 밸브가 열린다. 이를 통해 터보차저의 과도한 압력이 대기 또는 흡기 매니폴드로 방출될 수 있다.

## 같이 보기
- 수격작용